# Mangakakahi
Mangakakahi  est une banlieue de la cité de Rotorua dans la région de la baie de l’Abondance de l’Île du Nord de la Nouvelle-Zélande.

## Démographie
Mangakakahi, comprenant la zone statistique de «Mangakakahi Central» et «Mangakakahi West», avait une population de 2 244 habitants lors du recensement de 2018 en Nouvelle-Zélande, en augmentation de 189 personnes( soit 9,2 %) depuis le recensement de 2013, et une augmentation de 135 personnes(soit 6,4 %) depuis le recensement de 2006 en Nouvelle-Zélande. 
Il y avait 723 logements. 
On comptait 1 110 hommes et 1 131 femmes, donnant un sexe-ratio de  0,98 homme pour une femme, avec 606 personnes (27,0 %) âgées de moins de 15 ans, 513 personnes (soit 22,9 %) âgées de 15 à 29 ans, 939 personnes (soit 41,8 %) âgées de 30 à 64 ans, et 183 personnes (8,2 %) âgées de 65 ou plus.
L’ethnicité était pour 58,6 % européens/Pākehā, 54,3 % māoris, 8,4 % personnes du Pacifique, 6,7 % asiatiques, et 1,3 % d’une autre ethnicité (le total peut faire plus de 100 % dans la mesure où une personne peut s’identifier de multiples ethnies).
La proportion de personnes nées outre-mer était de 11,9 %, comparée avec les 27,1 % au niveau national.
Bien que certaines personnes refusent de donner leur religion: 54,7 % n’avaient aucune religion, 29,7 % étaient chrétiens, 0,7 % étaient hindouistes, 0,1 % étaient musulmans, 0,4 % étaient bouddhistes et 7,1 % avaient une autre religion.
Parmi ceux d’au moins 15 ans d’âge, 168 personnes (soit 10,3 %) avaient un niveau de licence ou un degré supérieur, et 381 personnes (soit 23,3 %) n’avaient aucune qualification formelle. 
Le statut d’emploi de ceux d’au moins 15 ans était pour 774 personnes (soit 47,3 %) un emploi à plein temps , pour 252 personnes (soit 15,4 %)  un emploi à temps partiel et 150 personnes (9,2 %) étaient sans emploi.
| Nom                 | Population | âge médian | revenus médians |
| ------------------- | ---------- | ---------- | --------------- |
| Mangakakahi Central | 105        | 41,6 ans   | $27 600         |
| Mangakakahi West    | 2139       | 29,7 ans   | $24 800         |
| Nouvelle-Zélande    |            | 37,4 ans   | $31 800         |

## Éducation
- L’école de « Sunset Primary School» est une école primaire, publique, mixte [4] avec un  effectif de 122 élèves en juillet 2022[5]

- L’école «Te Kura Kaupapa Māori o Hurungaterangi» est une école mixte de type école en immersion en langue Māori (en) pour les années  1 à 8 [6] avec un effectif de 85 élèves[7]

- L’école  de « Rotorua School for Young Parents » est aussi localisée dans le secteur de Mangakakahi[8],[9] dans le  district de Rotorua